# Коршун (роман)
«Коршун» (фр.  L'Escoufle) — рыцарский роман Жана Ренара.

## Сюжет
Роман повествует о любви Гильома, сына нормандского графа Ричарда де Монтивилье, и императорской дочери Аэлисы. Престарелый император вначале сам хочет этого брачного союза, но после смерти графа Ричарда, поддавшись уговорам завистливых баронов, он передумывает и расторгает помолвку.
Герои ночью бегут из императорского дворца, случайно разлучаются (Гильом, погнавшись за коршуном, теряет Аэлису), испытывают немало превратностей судьбы. Им приходится зарабатывать себе на жизнь. Гильом служит на постоялом дворе, затем поступает в лакеи к зажиточному буржуа из Сен-Жилля, подвизается в качестве егеря у местного графа. Аэлиса, после ряда скитаний, поселяется в Монпелье, где живёт шитьем и вышиванием, а также тем, что по известным ей рецептам составляет особые душистые «шампуни», которыми моет головы наиболее почитаемым горожанам. Затем она поступает камеристкой в семью графа Сен-Жилля.
Наконец Аэлиса узнает в егере-сокольничьем любимого, и они соединяются.